# The Adorable Savage
The Adorable Savage è un film muto del 1920 diretto da Norman Dawn. La sceneggiatura di Doris Schroeder si basa su Marama: A Tale of the South Pacific, romanzo di Ralph Stock, pubblicato a Boston nel 1913. Prodotto dalla Universal Film Manufacturing Company, aveva come interpreti Edith Roberts, Jack Perrin, Richard Cummings, Noble Johnson.

## Trama

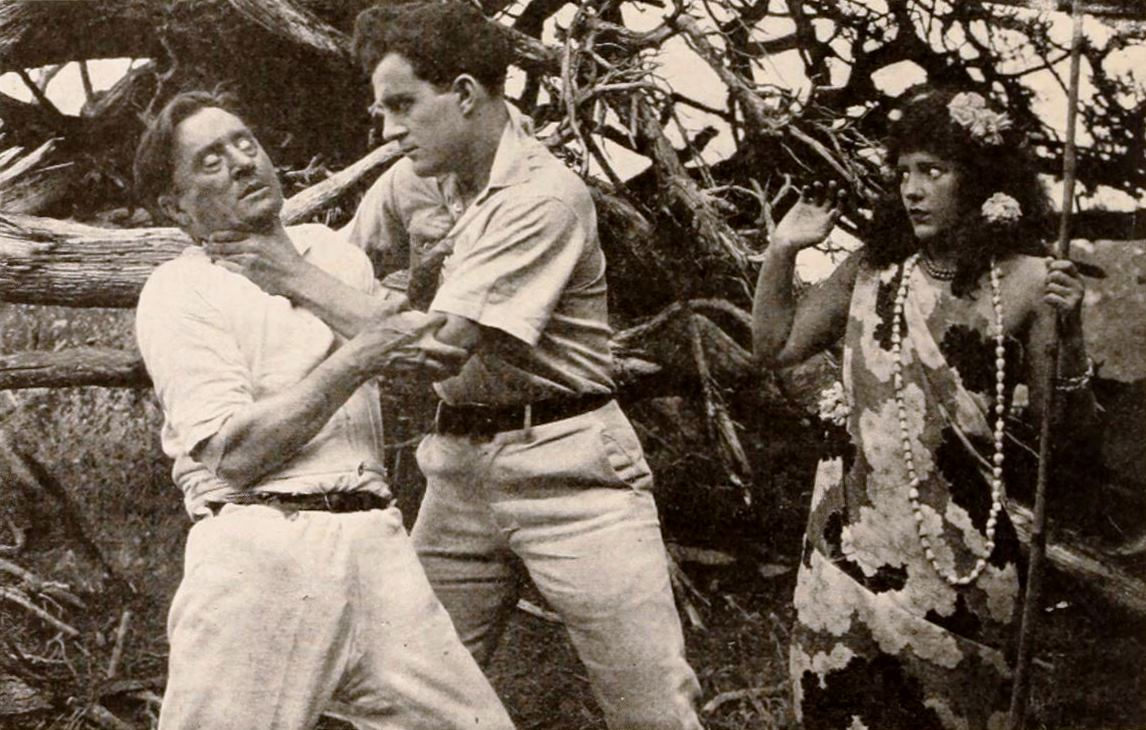
Attore sconosciuto, Jack Perrin, Edith Roberts

Marama Thurston torna alle isole Figi quando suo padre, gravemente malato, la manda a chiamare. Marama, abituata al suo esclusivo college americano, scopre così di essere considerata alle Figi solo una mezzosangue. Ora, come le ha chiesto il padre, deve difendere la piantagione di gomma dalle mani avide del suo avido genero. Pur se scioccata, Marama adotta le usanze del posto e accetta di sposare Ratu Madri, il sovrano dell'isola. Templeton, un americano che si trova alle Figi per sfuggire alla giustizia del suo paese, si innamora di lei ma Marama lo respinge per rispettare il suo impegno con Ratu Madri. Mentre Marama danza il rito prematrimoniale, Templeton tenta di portarla via, per salvarla da quel matrimonio, ma è catturato. Marama, allora, minaccia di suicidarsi se gli sarà fatto alcun male. Durante un uragano, i due riescono a fuggire. Uno yacht porta la notizia che le accuse contro Templeton si sono rivelate infondate e che ora è libero. I due innamorati si imbarcano sullo yacht, lasciando l'isola per tornare insieme negli Stati Uniti dove potranno finalmente sposarsi.

## Produzione

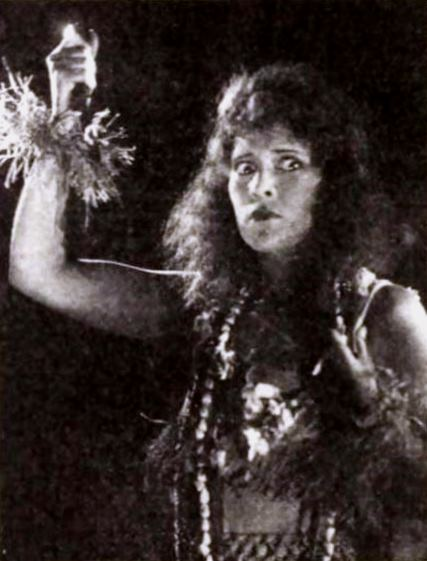
Edith Roberts

Il film, girato negli Universal Studios, fu prodotto dalla Universal Film Manufacturing Company con il titolo di lavorazione Marama. In origine, il film avrebbe dovuto avere come protagonista Priscilla Dean.

## Distribuzione
Il copyright del film, richiesto dalla Universal, fu registrato il 6 agosto 1920 con il numero LP15419.
Distribuito dalla Universal Film Manufacturing Company e presentato da Carl Laemmle, il film uscì nelle sale cinematografiche statunitensi il 6 agosto 1920. Nel 1922, il film fu distribuito in Danimarca (9 ottobre, come Uvejrsnatten i Sydhavet) e in Svezia (12 novembre, come Marama - Söderhavsflickan).
Non si conoscono copie ancora esistenti della pellicola che viene considerata presumibilmente perduta.